# 刘抗
刘抗 (1911年4月1日—2004年6月1日)是一位新加坡华人画家。

## 生平
1911年出生于福建省泉州市永春县湖洋镇，在英属马来亚麻坡成长，1927年毕业于上海美术专科学校，师从刘海粟，后留学法国，1933年至1937年在上海美术专科学校教书，他崇尚法国现代画家保罗·塞尚, 亨利·马蒂斯和荷兰画家文森特·梵高绘画风格。抗日战争爆发后前往英属马来亚，1942年搬迁至新加坡生活，创建南洋画派。1952年伙同陈宗瑞，陈文希和钟泗宾前往巴厘岛找寻东南亚视觉表象。
2003年5月将大部分画作捐赠给新加坡美术馆收藏。

## 家庭
儿子是新加坡建筑师，城市规划设计师刘太格。

## 荣誉
1996年被新加坡政府授予功绩奖章 (新加坡)。